# Dick Button
Richard Totten „Dick” Button (ur. 18 lipca 1929 w Englewood, zm. 30 stycznia 2025 w North Salem) – amerykański łyżwiarz figurowy startujący w konkurencji solistów. Dwukrotny mistrz olimpijski z St. Moritz (1948) i Oslo (1952), 5-krotny mistrz świata (1948–1952), mistrz Europy (1948), trzykrotny mistrz Ameryki Północnej (1947, 1949, 1951) oraz 7-krotny mistrz Stanów Zjednoczonych (1946–1952).
Jest pierwszym zawodnikiem, który podczas oficjalnych zmagań wykonał poprawnie podwójnego axla (1948) oraz potrójnego loopa (1952).

## Kariera
Dick Button rozpoczął profesjonalne treningi w wieku 12 lat w Lake Placid pod okiem trenera Gustave Lussiego. W wieku 16 lat był już mistrzem Stanów Zjednoczonych, wygrywając w 1946 roku zawody w Chicago jednogłośną decyzją sędziów. Od tamtej pory nieprzerwanie aż do 1952 roku zdobywał tytuły mistrza kraju. Rok później zadebiutował na mistrzostwach świata w Sztokholmie, zdobywając srebrny medal. Podczas tych zmagań zaprzyjaźnił się z legendarnym Ulrichem Salchowem.
W 1948 roku został mistrzem świata, zdobył swój pierwszy złoty medal olimpijski, a także został jedynym Amerykaninem, który zdobył mistrzostwo Europy w łyżwiarstwie figurowym. Wtedy rozpoczęła się czteroletnia dominacja Buttona na światowych taflach. W latach 1948–52 był nieprzerwanie mistrzem świata, a podczas Igrzysk w Sankt Moritz w 1952 obronił tytuł mistrza olimpijskiego. Podczas olimpijskich zmagań stał się pierwszym łyżwiarzem w historii, który wykonał potrójny skok na oficjalnych zawodach.
Po zakończeniu kariery zawodniczej Richard Button rozpoczął występy w rewiach na lodzie. Od 1962 aż do 2008 roku był też ekspertem podczas transmisji łyżwiarskich w stacji ABC Sports. 

## Osiągnięcia
| Zawody                           | 1944           | 1945           | 1946           | 1947           | 1948           | 1949           | 1950           | 1951           | 1952           |                |                |                |                |                |                |                |                |
| Międzynarodowe                   | Międzynarodowe | Międzynarodowe | Międzynarodowe | Międzynarodowe | Międzynarodowe | Międzynarodowe | Międzynarodowe | Międzynarodowe | Międzynarodowe | Międzynarodowe | Międzynarodowe | Międzynarodowe | Międzynarodowe | Międzynarodowe | Międzynarodowe | Międzynarodowe | Międzynarodowe |
| -------------------------------- | -------------- | -------------- | -------------- | -------------- | -------------- | -------------- | -------------- | -------------- | -------------- | -------------- | -------------- | -------------- | -------------- | -------------- | -------------- | -------------- | -------------- |
| Igrzyska olimpijskie             |                |                |                |                | 1              |                |                |                | 1              |                |                |                |                |                |                |                |                |
| Mistrzostwa świata               |                |                |                | 2              | 1              | 1              | 1              | 1              | 1              |                |                |                |                |                |                |                |                |
| Mistrzostwa Europy               |                |                |                |                | 1              |                |                |                |                |                |                |                |                |                |                |                |                |
| Mistrzostwa Ameryki Północnej    |                |                |                | 1              |                | 1              |                | 1              |                |                |                |                |                |                |                |                |                |
| Krajowe                          |                |                |                |                |                |                |                |                |                |                |                |                |                |                |                |                |                |
| Mistrzostwa Stanów Zjednoczonych | 1 N            | 1 J            | 1              | 1              | 1              | 1              | 1              | 1              | 1              |                |                |                |                |                |                |                |                |

## Nagrody i odznaczenia
- Światowa Galeria Sławy Łyżwiarstwa Figurowego – 1976[2]
- Amerykańska Galeria Sławy Łyżwiarstwa Figurowego – 1976[3]